# Les Masques éphémères
Les Masques éphémères (Transient Desires, dans les éditions originales en anglais) est un roman policier américain de Donna Leon, publié en 2021. C'est le 30e roman de la série mettant en scène le personnage de Guido Brunetti.

## Éditions
Éditions originales en anglais
- (en) Donna Leon, Transient Desires, Londres, William Heinemann, 4 mars 2021, 288 p. (ISBN 978-1-78515-261-0) — Édition britannique
- (en) Donna Leon, Transient Desires, New York, Atlantic Monthly Press, 9 mars 2021, 288 p. (ISBN 978-0-8021-5817-8) — Édition américaine

Éditions françaises
- Donna Leon (auteur) et Gabriella Zimmermann (traducteur) (trad. de l'anglais), Les Masques éphémères [« Transient Desires »], Paris, Calmann-Lévy, 24 août 2022, 342 p. (ISBN 978-2-7021-8406-6, BNF 47104631)
- Donna Leon (auteur) et Gabriella Zimmermann (traducteur) (trad. de l'anglais), Les Masques éphémères [« Transient Desires »], Paris, Points, coll. « Points policier », 9 juin 2023, 360 p. (ISBN 978-2-7578-9796-6, BNF 47265943)

## Adaptation télévisée
À la différence des 26 premiers romans de la série mettant en scène le commissaire Brunetti, Transient Desires n'a pas encore fait l'objet d'une adaptation télévisée, dans le cadre de la série Commissaire Brunetti, produite par le réseau ARD.